# ماركينيوس سانتوس
ماركينيوس سانتوس (بالبرتغالية: Marquinhos Santos‏) هو مدرب كرة قدم ولاعب كرة قدم برازيلي في مركز الوسط، ولد في 24 مايو 1979 في سانتوس في البرازيل. لعب مع نادي شابيكوينسي.